# Смит, Барри (американский хоккейный тренер, 1952)
Барри Смит (англ. Barry Smith; род. 21 августа 1952, Буффало, Нью-Йорк) — американский хоккейный тренер и менеджер.

## Биография
Родом из города Буффало штата Нью-Йорк, вырос в его северном пригороде — тауне Тонаванда, окончил местную среднюю школу Кен-Вест. Во время учёбы в колледже Итаки занимался тремя видами спорта — американским футболом (у известного тренера Джима Баттерфилда), лякроссом и хоккеем. В 1972—1973 годах играл за полупрофессиональную команду «Твин Сити Джеминис» на позиции вайд-ресивера.
Начал тренерскую карьеру в 1975 году, став главным тренером в команде Эльмайра-колледжа в то время, когда получал степень мастера в области образования. Под его руководством клуб трижды выигрывал звание Eastern Collegiate Athletic Conference и дважды доходил до финала NCAA Division III.
В 1981—1984 — работал в Швеции, в 1984—1986 — в Норвегии с клубом «Фриск Аскер» и сборной страны.
С марта 1986 до окончания сезона 1988/89 — помощник главного тренера «Баффало Сэйбрс» (Крейга Рэмзи, Теда Сатора), директор клубной летней хоккейной школы.
Сезон 1989-90 — работа в Италии с клубом «Аллеге» и сборной страны.
С сезон 1990/91 — по 1992/93 — помощник главного тренера «Питсбург Пингвинз» (Скотти Боумена, Боба Джонсона). В 1991 году работал помощником главного тренера сборной США Боба Джонсона на Кубке Канады.
С 28 июля 1993 до окончания сезона 2004-05 — помощник главного тренера «Детройт Ред Уингз» (Боумена и Дэйва Льюиса). Параллельно в сезоне 1996-97 работал в шведском клубе «Мальмё». В 1996 году на Кубке мира и в 1998 на Олимпийских играх в Нагано работал помощником главного тренера сборной Швеции Кента Форсберга.
С 8 августа 2005 г. по апрель 2007 — помощник главного тренера «Финикс Койотис» Уэйна Гретцки.
Пятикратный обладатель Кубка Стэнли в качестве ассистента главного тренера «Детройт Ред Уингз» (1997, 1998, 2002) и «Питсбург Пингвинз» (1991, 1992).
С 10 апреля 2007 года до марта 2010 года — главный тренер СКА Санкт-Петербург.
С 2010 года начал работать в клубе НХЛ «Чикаго Блэкхокс»: сначала советником и скаутом, а позднее директором по развитию игроков.

## Награды
В качестве ассистента главного тренера пять раз выигрывал Кубок Стэнли:
- в 1991 и 1992 году вместе с «Питтсбург Пингвинз»
- в 1997, 1998 и 2002 вместе с «Детройт Ред Уингз»

Включён в Залы славы Большого Буффало (2018), колледжа Итаки (1992) и школы Кен-Вест.